# Marten Hulst
Marten Hulst (ca. 1931 - december 2020) was een Nederlands politicus van de CHU en later het CDA.
Hij was directeur van het bureau 'Stichting Kamp en Reiswerk' van de Vrijzinnig Christelijke Jeugdcentrale (VCJC). Daarnaast was hij vanaf eind 1967 lid van de gemeenteraad van Utrecht. In januari 1974 werd Hulst benoemd tot burgemeester van de gemeente Renswoude, wat hij tot midden 1996 zou blijven.
M. Hulst overleed in 2020 op 89-jarige leeftijd.